# Jupp Derwall

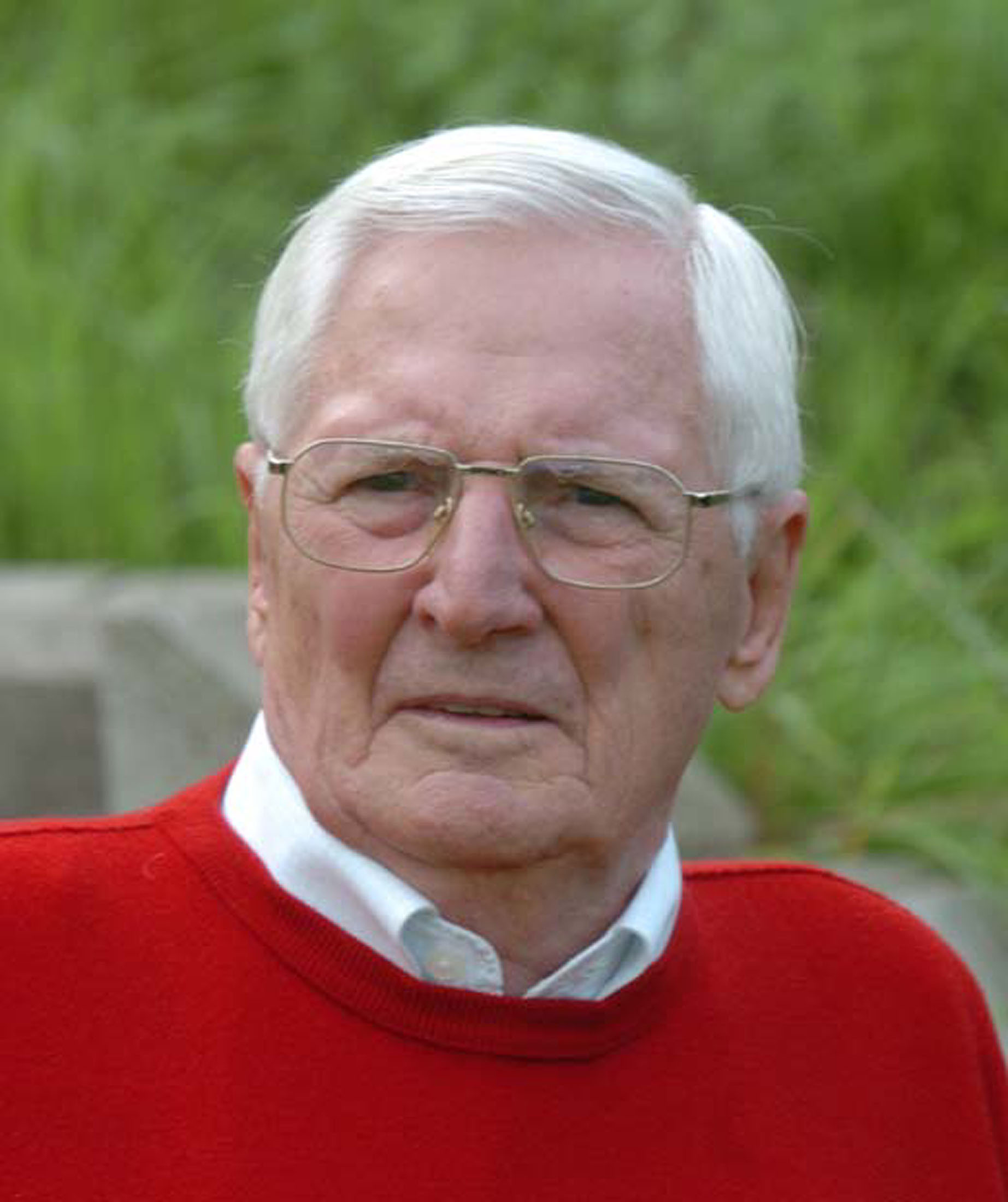
Jupp Derwall

Josef ("Jupp") Derwall (Würselen, 10 maart 1927 – Sankt Ingbert, 26 juni 2007) was een Duits voetballer en trainer.
Als speler kwam hij onder andere uit voor Alemannia Aachen en Fortuna Düsseldorf. In 1954 speelde hij tweemaal voor het West-Duits voetbalelftal. Hij speelde als aanvaller en middenvelder.
In 1970 werd hij assistent van de West-Duitse bondscoach Helmut Schön. Na diens vertrek acht jaar later volgde Derwall hem op. Onder Derwall won West-Duitsland het EK van 1980. Op het WK van 1982 werd, na een moeizaam begin, de finale opnieuw bereikt, maar daarin werd met 3-1 verloren van Italië. Nadat West-Duitsland op het het EK van 1984 in de eerste ronde werd uitgeschakeld keerde de boulevardpers zich tegen de trainer, die daarop ontslag nam en opgevolgd werd door de onervaren Franz Beckenbauer.
Hierna was Derwall nog drie jaar trainer van Galatasaray, waarmee hij kampioen van Turkije werd. In 1987 ging hij met pensioen.
Jupp Derwall overleed op 80-jarige leeftijd aan de gevolgen van een hartaanval.